# Capilla del Sagrado Corazón (Santo Domingo)
La Capilla del Sagrado Corazón es un templo de culto católico dedicado al Sagrado Corazón de Jesús, está ubicado en el municipio colombiano de Santo Domingo (Antioquia) y pertenece a la jurisdicción eclesiástica de la Diócesis de Girardota. El edificio es de estilo neogótico, construido entre 1925 y 1932, y diseñado por el arquitecto belga Agustín Goovaerts quien además diseño los templos de varios municipios de Antioquia. Al templo también se le conoce como Capilla del Hospital por estar contigua al centro hospitalario.

## Historia
En 1925 había comenzado la construcción de una capilla contigua a la edificación del hospital del pueblo, situada en la Calle Restrepo Uribe o Calle del Hospital, su construcción se debió al Presbítero Antonio J. Gómez, Párroco de Santo Domingo entre 1917 a 1951. Desde que comenzó su edificación, su fundador, quiso que el templo sirviese para promover la devoción al Sagrado Corazón de Jesús. 
El Pbro. Gómez Aristizábal, le hizo levantar un frontis, que es la admiración de quienes visitan el edificio, diseñado por el arquitecto belga Agustín Goovaerts; además la dotó al templo de altar, sagrario, imágenes, campanas, piso baldosado y atrio encerrado con verja de hierro. La capilla quedó finalizada en 1932.
Por mucho tiempo el templo funcionó como oratorio para las comunidades de la Presentación y Siervas del Santísimo, durante los años que estas comunidades tuvieron encargadas del hospital y el ancianato. Por eso, en la capilla se mantenía la presencia permanente del Santísimo en el tabernáculo, además, se celebraba, en ella y con cierta frecuencia la Santa Misa.
La capilla tenía y aún posee una puerta lateral que comunica con el patio central del hospital, con la intención de que tanto las religiosas, los ancianos y los enfermos convalecientes tuviesen fácil acceso a ella. 
Como es natural, con el paso del tiempo estuviese un poco deteriorada en su techo, altares, imágenes, atrio y cepas exteriores, expuesta a las corrientes de aguas lluvias. Por tal razón y para no dejarla caer, el Párroco Hugo Velásquez Castañeda, (enero de 1983), emprendió la reparación de la cubierta. Su sucesor, el Párroco Nevardo Cataño (agosto de 1983 a diciembre de 1986) finalizó las reparaciones, en todo cuanto se relacionaba con altares, imágenes, puerta y atrio, devolviéndole su esplendor original. El Párroco, Presbítero Rogelio Álvarez, en 1995 realizó unas reparaciones a los desagües exteriores y una reforma al atrio.
En el año 2011 hay goteras que caen sobre el altar, las bancas y la entrada lateral. Esta entrada está condenada por la oficina de atención al usuario del Hospital San Rafael. Y hay una enorme grieta estructural sobre el arco de la puerta principal que sube hasta el tope de la espadaña.